# Kollokationswörterbuch
Das Kollokationswörterbuch ist ein innovativer Wörterbuchtyp, der auf die Darstellung von Kollokationen (auch: Wortkombinationen oder Fügungen) spezialisiert ist.

## Typologie
Entsprechend der vor allem von Franz Josef Hausmann (im Anschluss an Robert Galisson) unterstrichenen Gerichtetheit von Kollokationen sind die Kollokationswörterbücher zu unterscheiden in basisbezogene und kollokatorbezogene Wörterbücher. Daneben existieren Mischtypen.
Basisbezogene Kollokationswörterbücher bilden den Haupttyp. Sie tragen Substantive ein und liefern dazu Adjektive (Epitheta) und Verben (das Substantiv ist Subjekt oder Objekt). Adjektiv-Artikel und Verb-Artikel werden in den basisbezogenen Wörterbüchern hauptsächlich deshalb eingesetzt, um die sie determinierenden Adverbien aufzulisten. Die Funktion des basisbezogenen Typs ist die der Formulierungshilfe bei der Textproduktion.
Die (seltenen) kollokatorbezogenen Wörterbücher bilden den Kollokationsradius von Adjektiven und Verben ab, um deren oft schwieriges Bedeutungsprofil genauer beschreiben zu können. Die Funktion ist hier vor allem die linguistische Erkenntnis. Eine sekundäre Funktion ist die, dem Textproduzenten die Überprüfung einer Formulierungshypothese oder ein systematisches Erlernen des Profils zu ermöglichen.
Der Mischtyp existiert in zwei Ausprägungen. Einmal kommt es durch Nichtberücksichtigung der Gerichtetheit zu einer Zufallsverteilung der Kollokationen auf Basis- und Kollokatorartikel. Oder der Mischtyp wird bewusst gewählt, um Primär- und Sekundärfunktion zu kumulieren.

## Geschichte und Gegenwart
Basisbezogene Kollokationswörterbücher des Lateinischen sind seit Aufkommen des Buches bekannt. Zentral waren die sogenannten Epitheta-Wörterbücher, in denen zu Substantiveinträgen schmückende Adjektive geliefert wurden. Das französische Kollokationswörterbuch Les Epithetes von 1571 ist das erste einsprachige Wörterbuch seiner Sprache. Epithetawörterbücher erschienen für das Französische seither in jedem Jahrhundert. Eine deutsche Epithetasammlung erschien 1617 in der Teutschen Orthographey und Phraseologey von Johann Rudolph Sattler (S. 419–483).
Das moderne deutsche Kollokationsbewusstsein geht wesentlich von Albrecht Reum und seinen Stilwörterbüchern aus, die er auch „Aufsatzwörterbücher“ nennt.  Sein lexikalischer Führer durch die Textproduktion des Französischen von 1910 und sein englisches Stilwörterbuch von 1928–1931 zogen 1934 das Duden Stilwörterbuch (heute in 10. Auflage) nach sich, das 1966 in Leipzig kopiert wurde. Igor Alexandrowitsch Meltschuk hat sein Bedeutung-Text-Modell, aus dem 2007 das Lexique actif du français hervorging, aus Überlegungen über Reums englisches Stilwörterbuch (deutsch: starker Regen, aber englisch: heavy rain) entwickelt.
Der Terminus Kollokation ist britischer Herkunft und geht auf Harold Palmers (1877–1949) Second Interim Report on English Collocations von 1933 zurück (auch benutzt in seiner Grammar of English Words, 1938). Er wurde von John Rupert Firth populär gemacht und durch dessen Schüler Michael Halliday verbreitet. In Großbritannien kam es aber nicht sofort zu Kollokationswörterbüchern. Das erste (kleine) Kollokationswörterbuch modernen Typus stammt 1971 von dem französischen Didaktiker Robert Galisson, der (mit anderen Termini) zwischen Basis und Kollokator unterschied und sein Wörterbuch basisbezogen anlegte. Ab 1980 warb Franz Josef Hausmann in Publikationen für basisbezogene Kollokationswörterbücher, die (mit Ausnahme von Benson/Benson/Ilson 1986) ab 2000 zu erscheinen anfingen (ab 2002 im englischen, ab 2004 im deutschen, ab 2007 im französischen und ab 2012 im italienischen Sprachraum, siehe auch Pöll 2000 für Portugiesisch).
Eine Sonderstellung nehmen die spanischen Wörterbücher von Ignacio Bosque (* 1951) ein. Bosque begann 2004 mit einem großen kollokatorbezogenen Wörterbuch, da es ihm um die Beschreibung der semantischen Ausfaltung der Kollokatoren ging. 2006 arbeitete er daraus ein basisbezogenes Wörterbuch, in das er eine kollokatorenbezogene Beschreibung integrierte. Sein Wörterbuch Diccionario combinatorio práctico del español contemporáneo ist also vom Mischtyp, in dem die quantitativen Angaben (14.000 Artikel, 400.000 Kollokationen) mit denen eines basisbezogenen Wörterbuchs nicht verglichen werden können. Die Kollokation plantear un problema steht sowohl basisbezogen unter PROBLEMA als auch kollokatorbezogen unter PLANTEAR. Die Kollokation cascar una multa steht nur kollokatorbezogen unter CASCAR und fehlt unter der Basis.

## Bibliografie der Kollokationswörterbücher

### Deutsch
- Dudenredaktion (Hrsg.): Duden. Das Stilwörterbuch. 10., überarbeitete und erweiterte Auflage. Dudenverlag, Berlin 2017, ISBN 978-3-411-04030-8 (Duden Band 2). (zuerst 1934)
- Annelies Häcki Buhofer, Marcel Draeger, Stefanie Meier und Tobias Roth: Feste Wortverbindungen des Deutschen. Kollokationenwörterbuch für den Alltag: Francke, Tübingen 2014.
- Uwe Quasthoff: Wörterbuch der Kollokationen im Deutschen. de Gruyter, Berlin/New York 2010, ISBN 3-11-018866-X.
- Stilwörterbuch: 2 Bände.Bibliographisches Institut, Leipzig 1966. (1.286 Seiten)

### Englisch
- Morton Benson, Evelyn Benson und Robert Ilson: The BBI combinatory dictionary of English. A guide to word combinations: Benjamins, Amsterdam 1986. (286 Seiten). 3. Auflage 2010. (462 Seiten)
- Longman Collocations Dictionary and Thesaurus: Hrsg. Michael Mayor. Harlow 2013. (1.463 Seiten)
- Macmillan Collocations Dictionary for Learners of English: Hrsg. Michael Rundell. Macmillan, Oxford 2010. (911 Seiten)
- Oxford Collocations Dictionary for Students of English. Oxford University Press, Oxford 2002. (897 Seiten) ISBN 0-19-431243-7. 2. Auflage. 2009. (963 Seiten)
- Harold Palmer: A grammar of English words. One thousand English words and their pronunciation, together with information concerning the several meanings of each word, its inflections and derivatives, and the collocations and phrases into which it enters. Longmans, London 1938. (300 Seiten)
- Albrecht Reum: A Dictionary of English Style: 3 Bände.Weber, Leipzig 1928–1931. Gottschalk, Leverkusen 1955. Hueber, München 1961. (771 Seiten)

### Französisch
- Robert Galisson: Inventaire thématique et syntagmatique du français fondamental. Hachette und Larousse, Paris 1971. 6. Auflage 1981. (82 Seiten)
- Hans-Wilhelm Klein: Les mots dans la phrase. Petit dictionnaire de style. Lensing, Dortmund 1956.
- Ulysse Lacroix: Les mots et les idées. Dictionnaire des termes cadrant avec les idées. Paris 1931, 1956.
  - (anderer Titel) Dictionnaire de l’écriture. Des mots aux idées. Ecrire aujourd’hui, Cholet 1998. (163 Seiten).
  - (anderer Autor) Ted Oudan (gleicher Titel). Ecrire aujourd’hui, Beaucouzé 2009. (181 Seiten).
- Dominique Le Fur (Hrsg.): Dictionnaire des combinaisons de mots. Le Robert, Paris 2007. (1137 Seiten).
- Igor Mel’čuk und Alain Polguère: Lexique actif du français. L’apprentissage du vocabulaire fondé sur 20.000 dérivations sémantiques et collocations du français: De Boeck, Louvain-la-Neuve 2007. ISBN 978-2-8011-1345-5 (528 Seiten).
- Albrecht Reum: Petit Dictionnaire de style à l’usage des Allemands. Guide-lexique de composition francaise. J. J. Weber, Leipzig 1910 (696 S., Textarchiv – Internet Archive – 6.900 Artikel).
  - Henrik Becker (Hrsg.): Kleines französisch-deutsches Stilwörterbuch. Petit Dictionnaire de style à l’usage des Allemands. Bibliographisches Institut, Leipzig 1953 (636 Seiten).

### Italienisch
- Vincenzo Lo Cascio: Dizionario combinatorio italiano: 2 Bände. Benjamins, Amsterdam 2013. ISBN 978-90-272-1193-4 (1392 Seiten, 6.500 Artikel, 200.000 Kollokationen)
- Vincenzo Lo Cascio: Dizionario combinatorio compatto Italiano: Benjamins, Amsterdam 2012. ISBN 978-90-272-7465-6 (642 Seiten, 3.000 Artikel, 90.000 Kollokationen)
- Paola Tiberii: Dizionario delle collocazioni. Le combinazioni delle parole in italiano: Seconda edizione. Zanichelli, Bologna 2018. (640 Seiten) ISBN 978-88-08-22093-6 (1. Auflage 2012)
- Francesco Urzì: Dizionario delle combinazioni lessicali: Convivium, Luxemburg 2009. (972 Seiten)

### Spanisch
- Ignacio Bosque: REDES. Diccionario combinatorio del español contemporáneo: SM, Madrid 2004, 2009 (1.839 Seiten)
- Ignacio Bosque: Diccionario combinatorio práctico del español contemporáneo: SM, Madrid 2006, 2011. (14.000 Artikel, 400.000 Kollokationen, 1.305 Seiten)

### Portugiesisch
- Bernhard Pöll: Dicionário contextual básico da língua portuguesa.  Portugiesisches Kontextwörterbuch: Praesens, Wien 2000. (206 Seiten)